# Кралят-магьосник на Ангмар
Властелинът на Назгулите, наричан още Кралят-чародей от Ангмар, Бледият крал и Черният капитан, е измислен герой във фантастичния роман на Дж. Р. Р. Толкин „Властелинът на пръстените“. В далечни времена той е бил крал на Ангмар в северната част на Ериадор и носител на един от деветте пръстени, които Саурон дава на хората. Този пръстен разтегля живота на притежателя си и го превръща в назгул или Дух на пръстена. От една страна това му дава голяма сила и умения далеч отвъд обичайните за хората, но от друга го прави подвластен слуга на Саурон. По този начин носителя бавно изчезва от видимия свят и се превръща в дух. Името на Краля-чародей на Ангмар и изобщо на назгулите не се разкрива в нито една от творбите на Толкин с изключение на един от тях – Хамул от Изтока.
Почти в края на „Властелинът на пръстените“, в последната си битка, Еовин от рохиримите и племенниза на крал Теоден се изправя в битка срещу него. Хобитът Мериадок Брендифук се промъква зад него и пробожда в крака със своя малък меч, което позволява на Еовин да го убие с меча си и изпълни пророчеството, че Краля-чародея няма да бъде убит от мъж.

### История
Кралят-чародей се появява за първи път през Втората епоха на Средната земя, когато Саурон създава някои от пръстените на силата. Девет от тях са подарени на могъщи владетели (хора) в Средната земя. Макар пръстените да дават голяма магическа сила на притежателя си, те също така бавно го обсебват и превръщат в слуги и роби – назгули – на Единствения пръстен и неговият носител – Саурон. В бележките си за преводачите Толкин предполага, че Кралят-чародей е от нуменорски произход и е бил могъщ владетел на Северното кралство Ангмар със столица в Карн Дум. Когато Саурон е победен от Последния съюз на елфи и хора в края на Втората епоха Кралят-чародей успява да избяга и оцелява благодарение на оцеляването на Единствения пръстен.
Докато Единствения пръстен остава изгубен, но не и унищожен, назгулите също не са унищожени. Повече от хиляда години по-късно, през Третата епоха, докато духът на Саурон се опитва да се завърне в Средната земя, назгулите и техния предводител – Кралят чародей, води оцелелите армии на Саурон срещу кралствата наследници на Арнор – Рудаур, Кардолан и Артедайн. Той успява да унищожи всички, но в крайна сметка е победен от Глорфиндел, който изрича  пророчеството, че “няма да бъде победен от ръката на мъж“. Бягайки, Краля-чародей се връща в Мордор, събира останалите духове на Пръстена, за да подготвят завръщането на Саурон. 

Към края на Третата епоха, Саурон събира достатъчно сила (а може би придобива и телесна форма) и отпочва диренето на Единствения пръстен, след като е станало ясно, че е бил намерен от хобит на име Торбинс от Графството. С откриването на пръстена е натоварен Краля-чародей и той, заедно с друг назгул (Хамул) пристигат в Графството, за да намерят Торбинс и Единствения пръстен. Назгулите отдавна са изгубили телесния си облик, но притежават форма във видимия свят, която им позволява да носят одежди. Двамата търсят Графството, яздейки черни коне и облечени с черни наметала и ниски качулки. Само по този начин могат да прикрият това, че са невидими. На Бурния връх той ранява носителя на Единствения пръстен – Фродо, с моргулски кинжал, чиито връх се пречупва и остава във Фродо. По време на това събитие Фродо надява пръстена и вижда Краля-чародей и другите назгули съвсем различно:
Всичко остана както преди, смътно и мрачно, ала фигурите мигом станаха ужасяващо ясни. Погледът му проникна под черните им обвивки. Пред него имаше пет високи силуета — двата стояха на ръба на долчинката, другите три се приближаваха. Върху белите им лица горяха пронизващи, безмилостни очи; под плащовете им имаше дълги сиви одежди; сребърни шлемове прихлупваха прошарените им коси; в костеливите си ръце стискаха стоманени мечове. Погледите им паднаха върху му, пронизаха го и те се втурнаха към него. Отчаян, той измъкна меча си и му се стори, че острието мъждука червеникаво като главня. Два от силуетите спряха. Третият беше по-висок от другите, дългата му коса блестеше и върху шлема му имаше корона. В едната си ръка държеше дълъг меч, в другата кинжал; бледо сияние трептеше по кинжала и ръката, която го стискаше. Той се стрелна напред и замахна към Фродо.

Властелинът на пръстените.
Отчупеното парченцето от кинжала бавно превръща жертвата му в призрак, ако не е бързата намеса на елф – Глорфиндел, който отнася с коня си Фродо в Ломидол за да бъде излекуван. По време на бягството, Краля-чародей и съпътстващите го назгули, преследващи Глорфиндел и Фродо са пометени от водите на река Бруинен – конете им загиват, а те губят за известно време телесните си форми. Само няколко месеца по-късно Краля-чародей се завръща отново, този път възседнал отвратителна летяща твар. 
По време на Битката при Пеленорските поля, Кралят-чародей предвожда войските на Саурон и използва магия в помощ на огромния стоманен таран Гронд, докаран да разбие портите на Минас Тирит. По време на битката Кралят-чародей погубва краля на Рохан – Теоден, и срещу него се изправя самотен воин – Храброшлем, който всъщност предрешената Еовин, благородничка от Рохан и племенница на крал Теоден. В яростта си тя предизвиква Краля-чародей да си върви и остави тялото на мъртвия крал неосквернено, освен ако не е безсмъртен. На това предизвикателство Черния капитан отговаря с насмешка и напомня за пророчеството, че няма да бъде погубен от мъж, отмята качулката и се вижда, че носи корона, но главата върху която стои е невидима, само две блестящи със студен пламък очи. Хобитът Мериадок (Мери), който се спотайва наблизо и наблюдава сцената се промъква изотзад и разсича с елфическия си меч крака на Кралят-чародей, който с вик пада на колене. Това спечелва малко време на Еовин и тя сваляйки шлема, разкрива същността си и със замах забива меча си в пространството между короната и плаща на Кралят-чародей. И двата меча пронизали Черния капитан – този на Мери и този на Еовин се пръсват на парчета. Така пророчеството се сбъдва и Кралят-чародей е унищожен завинаги, а Мери и Еовин са поразени от Черния дъх, но успяват да се възстановят